# Downtown by Philippe Starck
Le 15 Broad Street (ou Downtown by Philippe Starck) est un gratte-ciel de 168 mètres construit à New York en 1927. Il était autrefois occupé par des bureaux mais contient actuellement des appartements luxueux.  